# Félix de Cantalicio

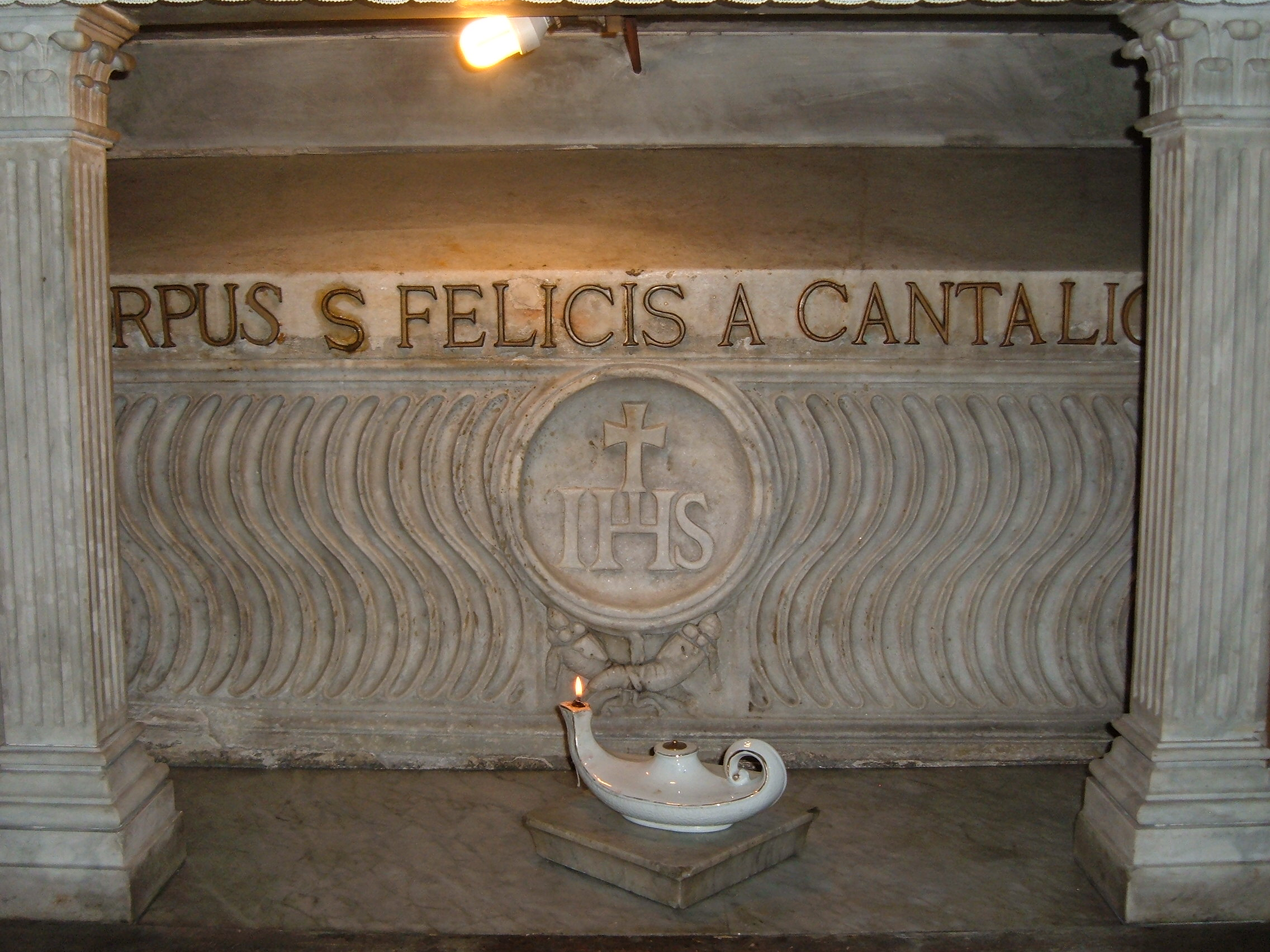
Tumba de san Félix de Cantalicio en la iglesia romana de Nuestra Señora de la Concepción de los capuchinos.

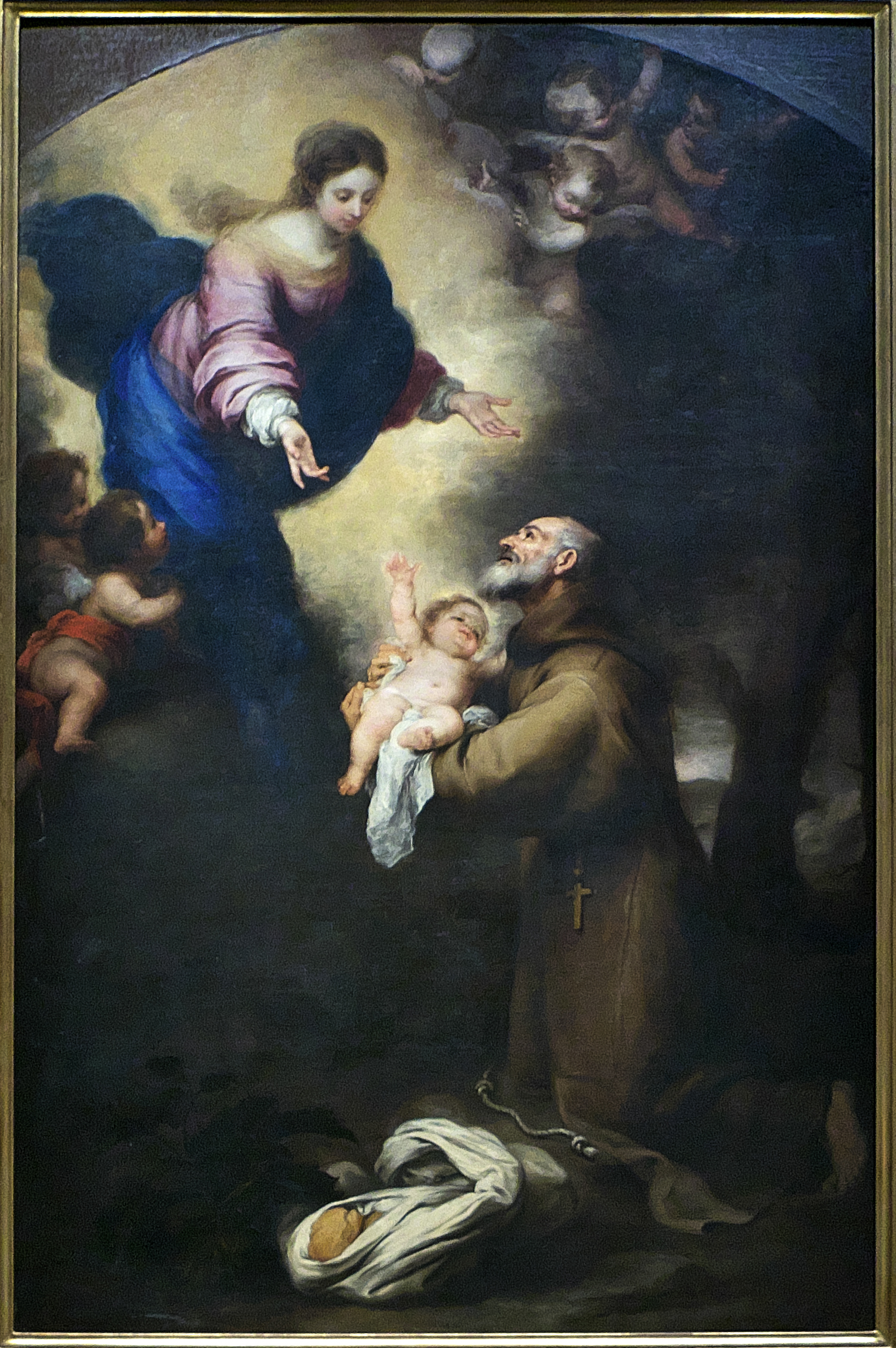
San Félix Cantalicio, Bartolomé Esteban Murillo

Félix de Cantalicio (Cantalice, Italia, 1513 - 18 de mayo de 1587) fue un religioso de la Orden de los Hermanos Menores Capuchinos.

## Biografía
Hijo de dos campesinos muy pobres y piadosos, Félix de niño tuvo por oficio pastorear ovejas, y en el campo, trazaba una cruz en la corteza de un árbol, y ante esa cruz pasaba horas rezando. Era muy devoto del Santo Rosario, y decía que En cualquier oficio y a cualquier hora hay que acordarse de Dios y ofrecer por Él todo lo que se hace o sufre.

### Capuchino
Cuando ya el era mayor, un día estaba arando el campo y de pronto los bueyes se asustaron y se le lanzaron encima. Al sentir que iba a morir.y allí pisoteado, prometió a Dios dedicarse a una vida más perfecta. Salió ileso del accidente y al oír leer un libro de vidas de santos sintió un fuerte deseo de imitarlos en la oración y en la penitencia. Entonces le preguntó a un amigo cuál era la comunidad religiosa más exigente que existía en ese entonces. El amigo le dijo que eran los padres Capuchinos. Entonces se dirigió a un convento de esta Orden para pedir ser admitido. 
El superior intentó disuadirle, y le describió de manera muy fuerte las penitencias que había que hacer en aquella comunidad y la gran pobreza en que allí se vivía. Félix le preguntó: "Padre, ¿en mi habitación hay un crucifijo?". "Sí, lo habrá", le dijo el superior. "Pues bastará mirar a Cristo Crucificado y su ejemplo me animará a sufrir con paciencia". El superior comprendió que este joven amaba y meditaba la Pasión de Cristo, y lo admitió.
El oficio de Félix fue por 40 años el de pedir limosna por las calles de Roma, para ayudar a los necesitados. Era un oficio duro, cansado y humillante, pero él lo hacía con una alegría que impresionaba gratamente a la gente. A su compañero le decía: "Amigo: los ojos en el suelo, el espíritu en el cielo y en la mano, el Santo Rosario". Y repetía: "O santo, o nada". "La única tristeza es la de no ser santo". Y con lo que recogía ayudaba a familias muy necesitadas y a enfermos y gente abandonada.
La gente se admiraba de sus buenos consejos y le preguntaba en qué libro había aprendido tanta sabiduría y él respondía: "En un libro que tiene seis páginas: cinco son las heridas de Cristo Crucificado, y la sexta es la Santísima Virgen María".
Era amigo de San Felipe Neri. Un día, Felipe le dijo: "Fray Félix, que te quemen vivo los herejes, para que te consigas un gran puesto en el cielo". Fray Félix le respondió: "Padre Felipe: que lo picadillen los enemigos de la religión para que así consiga una gran gloria en la eternidad".
Siempre viajaba descalzo por calles y caminos. Dormía sobre una tabla. La mayor parte de la noche la pasaba rezando. Se alimentaba con las sobras que quedaban de la mesa de los demás. Cuando ya estaba anciano, un cardenal le dijo: "Fray Félix, ya no cargue más esa maleta de mercados que recoge para los pobres. Ya es tiempo de descansar", y el santo le respondió: "Monseñor: el burro se hizo para llevar cargas. Mi cuerpo es un borriquillo y si lo dejó descansar le puede hacer daño al alma".
Ya desde pequeño nunca se sentía ofendido cuando lo humillaban e insultaban. Cuando alguien lo insultaba u ofendía muy fuertemente le decía: "Que Dios te haga un santo. Pediré por ti".
Eran tantas las veces que repetía la frase "Gracias a Dios", que las gentes sencillas al verlo decían: allá viene el hermanito "Gracias a Dios".
San Carlos Borromeo le pidió unos consejos para conseguir que sus sacerdotes se hicieran más santos y le respondió: "Que cada sacerdote se preocupe por celebrar muy bien la misa y por rezar muy devotamente los salmos que tiene que rezar cada día, el Oficio Divino".
Al franciscano Felice Peretti, Padre Montalto, que iba a ser nombrado sumo pontífice le dijo: "Si un día lo nombran papa, esmérese por ser un verdadero santo, porque si no es así, sería mucho mejor que se quedara como sencillo fraile en un convento". Montalto, futuro Sixto V, siempre recordaba el consejo del humilde hermano Félix.
Desde pequeño se sintió favorecido por la Santísima Virgen. Cuando pasaba frente a las imágenes de María, repetía aquello que a San Bernardo le agradaba tanto decirle: "Acuérdate que eres mi Madre". Y decía frecuentemente: "Yo soy siempre un pobre niño y los niños no pueden andar sin la ayuda de la madre. No me sueltes jamás de tus manos".

### Muerte y canonización
Pocos minutos antes de morir se llenó de alegría y de emoción y exclamó: Veo a mi Madre, la Virgen María, que viene rodeada de ángeles a llevarme.
Murió el 18 de mayo de 1587 a los 72 años.
El papa Sixto V decía que en su tiempo ya se habían obtenido 18 milagros por intercesión de Félix de Cantalicio.
En 1712, el papa Clemente XI lo declaró santo. Su fiesta se celebra el 18 de mayo.
Es patrono de la localidad vizcaína de Ortuella.
También es patrono de la localidad de San Felix, (Venezuela, Estado Bolívar, Ciudad Guayana)